# Vindruta

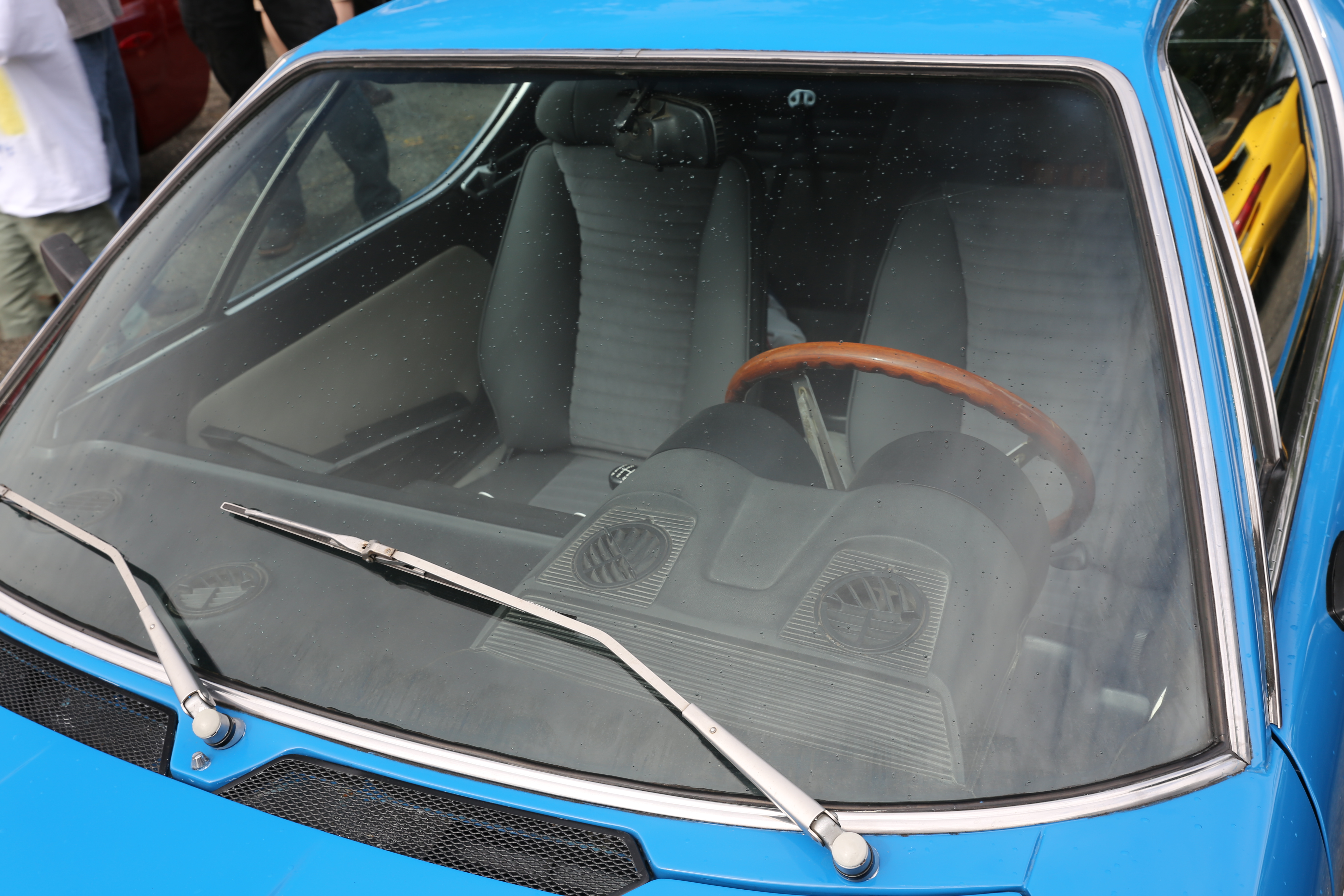
En vindruta och vindrutetorkare på en Alfa Romeo Montreal.

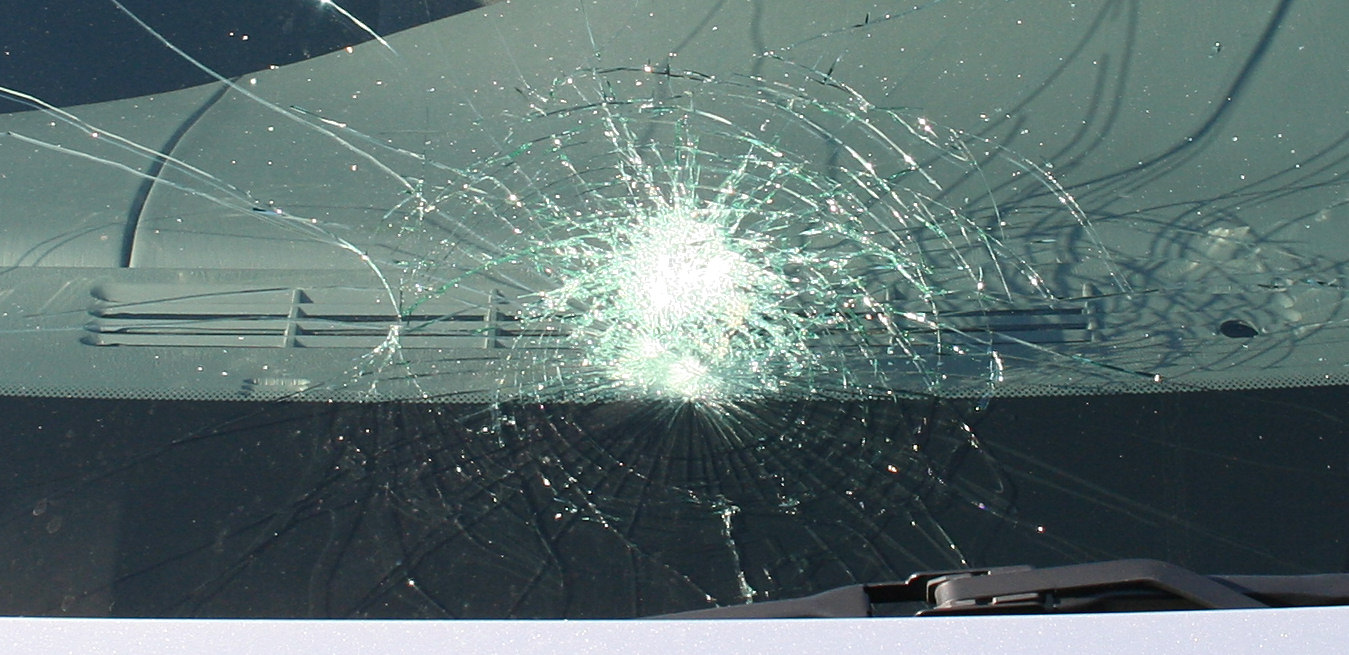
Sprucken vindruta.

Vindruta är fönsterrutan framtill på transportmedel, vars syfte är att hindra fartvinden men ändå tillåta sikt framåt. Vindrutan kan vara limmad hela vägen runt om, eller infäst i karossen med gummilist. På bilar med limmade fönster ingår dessa oftast i den självbärande konstruktionen av karossen.
Vindrutor är av två sorters säkerhetsglas. På bilar inregistrerade i Sverige före 1967 kan vindrutan vara av härdat säkerhetsglas med nackdelen att den vid en skada brister i tusentals små ärtstora bitar. Härdat glas är dock fortfarande godkänt till bak- och sidorutor även på nya bilar. På nya bilar inregistrerade i Sverige efter 1967 måste vindrutan vara av lamellglas bestående av två glas hoplimmade med en stark plastfolie. Lamellglas är säkrare då det hänger ihop även efter hårda smällar. Vindrutan är antingen klar eller tonad med eller utan mörkare toning upptill. Tonade rutor är vanligast idag. Moderna vindrutor finns med funktioner som eluppvärmning, regnsensor, ljussensor, ljuddämpning, solskydd och värmedämpning. Exempelvis till en Volvo V70 årsmodell 2009 finns det åtta olika vindrutor. Då vindrutan är en viktig säkerhetsdetalj, måste den uppfylla av myndigheterna fastställda krav och vara märkt med godkännandemärke. Vanligast i något av de nedre hörnen. Märket visar även tillverkarens varumärke och ett kodnummer fabriken och landet där den har tillverkats. På fabriksmonterade vindrutor brukar även finnas bilmärkets logotyp men ingen bilfabrik har någon egen produktion av vindrutor.